# Rosario (Argentina)

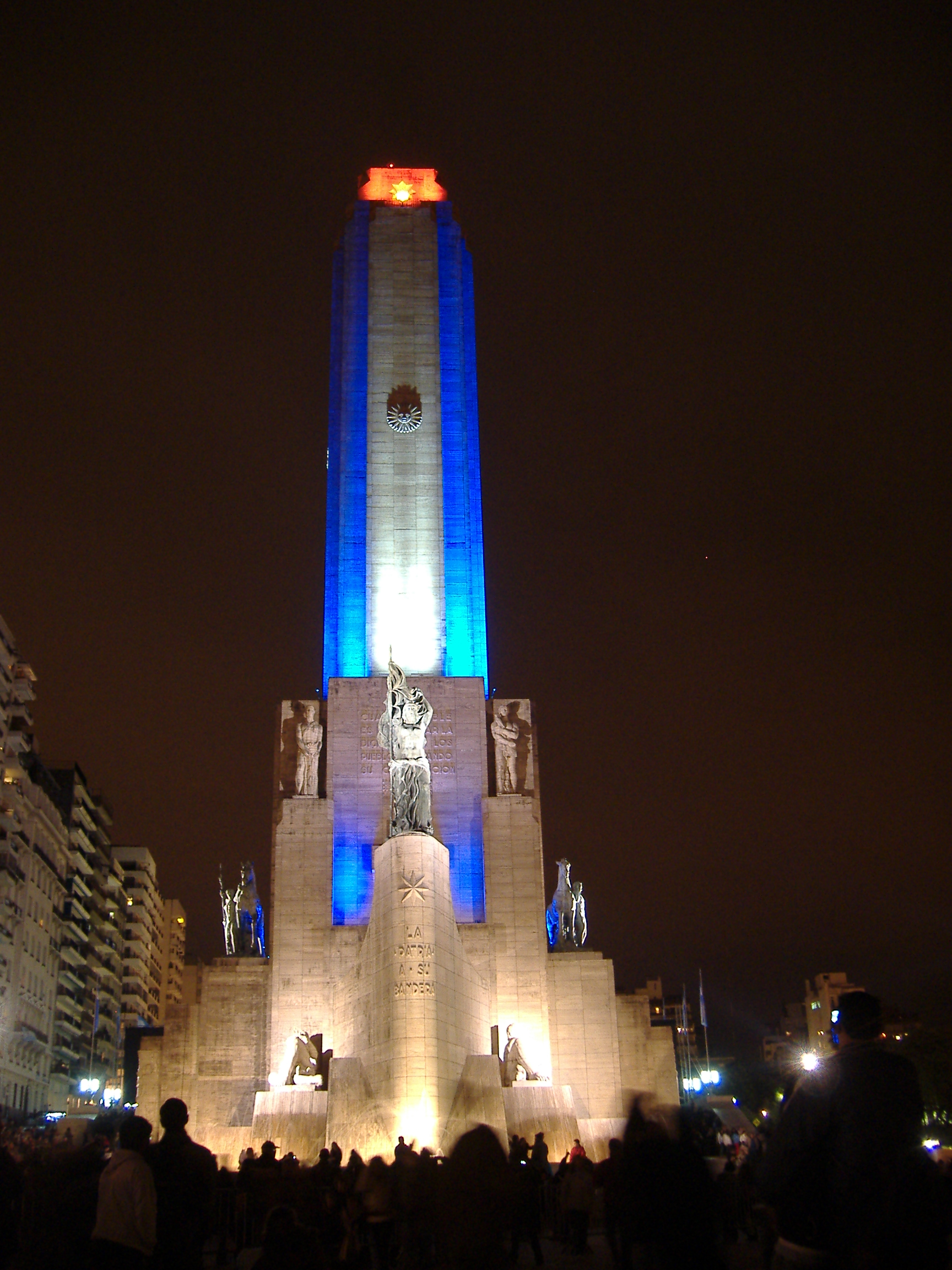
Il Monumento nazionale alla Bandiera

Rosario, capoluogo dell'omonimo dipartimento, è la città più grande e popolosa della provincia argentina di Santa Fe. È situata a circa 300 km a nord della capitale Buenos Aires e il suo porto sul margine occidentale del fiume Paraná è fra i più importanti del paese. L'area metropolitana di Rosario (denominata Grande Rosario) è al terzo posto per numero di abitanti in Argentina, dopo quelle di Buenos Aires (Grande Buenos Aires) e di Córdoba.
Città cosmopolita, è il centro di una regione di grande importanza economica, trovandosi all'interno di un'area strategica nel contesto delle relazioni commerciali del Mercosur. È la principale metropoli di una delle zone agrarie più produttive dell'Argentina, essendo centro commerciale, di servizi e di industrie diversificate. Centro di istruzione, di cultura e di sport, vanta inoltre importanti musei e biblioteche, e le sue infrastrutture turistiche includono bellezze architettoniche, gradevoli belvedere, viali e parchi.
La città di Rosario è conosciuta come la Cuna de la Bandera (Culla della Bandiera).

## Geografia fisica
Rosario è situata nell'area sud est della provincia di Santa Fe, nel cuore della Pampa Húmeda (Pampa Umida), sulla sponda destra del fiume Paraná. È situata a 168 km a sud-est dalla città di Santa Fe, capitale provinciale, e a 304 km da Buenos Aires. Il territorio cittadino copre una superficie di 178,69 km², dei quali 117 km² sono urbanizzati. Il limite orientale della città è segnato dalla sponda del fiume Paraná; a nord confina con il territorio municipale della città di Granadero Baigorria, e a sud con il canale Saladillo. Quest'ultimo attraversa l'area in direzione ovest-est.

## Clima
| Rosario             | Mesi | Mesi | Mesi | Mesi | Mesi | Mesi | Mesi | Mesi | Mesi | Mesi | Mesi | Mesi | Stagioni | Stagioni | Stagioni | Stagioni | Anno |
| Rosario             | Gen  | Feb  | Mar  | Apr  | Mag  | Giu  | Lug  | Ago  | Set  | Ott  | Nov  | Dic  | Inv      | Pri      | Est      | Aut      | Anno |
| ------------------- | ---- | ---- | ---- | ---- | ---- | ---- | ---- | ---- | ---- | ---- | ---- | ---- | -------- | -------- | -------- | -------- | ---- |
| T. max. media (°C)  | 31   | 29,9 | 27,1 | 22,6 | 19,5 | 16,0 | 16,3 | 17,9 | 20,3 | 23,1 | 26,5 | 29,4 | 30,1     | 23,1     | 16,7     | 23,3     | 23,3 |
| T. min. media (°C)  | 16,9 | 16,0 | 14,4 | 10,0 | 7,6  | 5,9  | 4,6  | 5,2  | 7,3  | 10,3 | 12,9 | 15,2 | 16,0     | 10,7     | 5,2      | 10,2     | 10,5 |
| Precipitazioni (mm) | 116  | 100  | 147  | 90   | 55   | 40   | 36   | 37   | 58   | 93   | 102  | 103  | 319      | 292      | 113      | 253      | 977  |

## Storia
L'area dove sorge l'odierna città di Rosario era conosciuta nel XVII secolo come Pago de los Arroyos. Nei primi tre decenni del XVIII secolo furono costruite alcune abitazioni, un mulino ed una cappella dedicata alla Madonna del Rosario.
Il 27 febbraio 1812 Manuel Belgrano, che qui comandava le batterie d'artiglieria Independencia e Libertad, innalzò per la prima volta la bandiera dell'Argentina. Per quest'evento storico la città è conosciuta come la Cuna de la Bandera (la Culla della Bandiera). Rosario ottenne il titolo di villa nel 1823 mentre il 5 agosto 1852, per volontà del generale Justo José de Urquiza, fu proclamata città. Con l'apertura dello scalo portuale sul Rio Paraná nel 1859 la storia della città cambiò drasticamente. La felice posizione sul fiume, che favoriva l'attracco di navi di grande tonnellaggio, e la costruzione di un'estesa rete ferroviaria che da Rosario si diramava verso le limitrofe regioni agricole la fecero diventare in breve tempo il principale porto interno del paese. 
A rendere grande l'economia rosarina furono principalmente le esportazioni di grano, lino e in misura minore di legname, pelli e zucchero. Per poter competere con il frenetico traffico commerciale l'area portuale fu attrezzata con banchine, silos, magazzini, rami ferroviari ed una darsena. L'impetuosa crescita della città attirò così non solo investitori che v'impiantarono fabbriche e attività industriali, ma soprattutto ondate di immigrati provenienti principalmente da Italia, Spagna ed Irlanda. Nel 1887, il 40% dei suoi 50.000 abitanti era nato all'estero. Nel 1900 la popolazione era già salita a 112.461 unità, mentre nel 1914 addirittura a 250.000. 
Il 14 giugno 1928 vi nacque il rivoluzionario Ernesto "Che" Guevara. Il 20 giugno 1957 fu inaugurato il maestoso Monumento nazionale alla Bandiera. Nel maggio e nel settembre 1969 Rosario fu teatro di una serie di scioperi e manifestazioni, passati alla storia Rosariazo, contro la dittatura militare del generale Juan Carlos Onganía. Il 24 giugno 1987 vi nacque il noto calciatore Lionel Messi.
Con l'esplosione dell'iperinflazione nel 1989 e le successive privatizzazioni del patrimonio industriale promosse dal governo di Carlos Saúl Menem l'economia di Rosario declinò vertiginosamente. Nel 1995 il tasso di disoccupazione raggiunse la vetta con il 21.1%.
Durante la crisi economica del 2001, nel corso delle proteste la città fu teatro di violenze e saccheggi. La repressione operata dalla polizia causò otto morti. Dopo il tracollo del 2001 l'economia della città ha dato forti segnali di ripresa, grazie anche agli investimenti pubblici nelle infrastrutture locali. Nel 2011 fu eletta sindaco di Rosario Mónica Fein, prima donna del Partito Socialista argentino a ricoprire tale carica.

## Monumenti e luoghi d'interesse

### Architetture civili
- Monumento nazionale alla Bandiera, fu costruito a partire dal 1943 ed inaugurato nel 1957. È situato nel centro cittadino, presso il fiume Paraná, e omaggia la Bandiera dell'Argentina che fu issata per la prima volta in isola poco distante da Manuel Belgrano, nel febbraio 1812. Presenta tre parti distinte: una torre alta 70 m. che ospita alla sua base la cripta di Belgrano, il patio ed il propileo trionfale che rappresenta simbolicamente la Nazione Argentina strutturata secondo i dettami della Costituzione del 1853.
- Palazzo Fuentes, realizzato in stile Beaux-Arts negli anni venti del XX secolo.
- Palazzo dei Leoni, realizzato in stile neorinascimentale alla fine del XIX secolo, è la sede della municipalità cittadina.
- Palazzo Minetti, realizzato in stile déco e completato nel 1931.

### Architetture religiose
- Cattedrale di Nostra Signora del Rosario

### Aree naturali
- Parque de la Independencia, è il più grande parco cittadino ed il più antico. Al suo interno si trova lo stadio Marcelo Bielsa, sede delle partite interne del Newell's Old Boys.
- Parco di Spagna
- Parco Urquiza
- Parco Alem

## Società
Nel 1876 la popolazione di Rosario contava 203.509 abitanti che raddoppiarono agli inizi del Novecento grazie a una forte immigrazione proveniente dall'Europa, soprattutto da Spagna e Italia. Nel 1926 i residenti erano 407.000, e quasi la metà erano nati all'estero. Dal censimento del 2001 risulta che il 17% della popolazione della città ha meno di 15 anni, e il 22% più di 60.

### Religione
La città è sede dell'arcidiocesi di Rosario, istituita il 20 aprile 1934 da papa Pio XI.

### Criminalità
Servita da circa trenta porti fluviali realizzati per l'esportazione cerealicola, Rosario e la sua conurbazione sono storicamente un'area caratterizzata da una forte attività malavitosa basata sui traffici illegali. Negli anni trenta del XX secolo era presente infatti una cosca di Cosa Nostra siciliana comandata da Giovanni Galiffi, detto Chicho Grande. L'alto tasso di criminalità ed i numerosi omicidi fecero sì che la città venisse ribattezzata dalla stampa argentina la Chicago argentina.
A partire dagli anni novanta del XX secolo la città si è trasformata in uno snodo cruciale del narcotraffico sudamericano. A Rosario infatti convergono sia la rotta terrestre della cocaina proveniente dalla Bolivia, che quella fluviale della marijuana proveniente dal Paraguay. In quello stesso periodo è sorta nei quartieri di Las Flores e La Granada, tra i più poveri della zona meridionale della città, la banda dei Los Monos, strutturata attorno alla famiglia Cantero. Attraverso una  serie di omicidi, in pochi anni questo sodalizio criminale è riuscito ad avere il controllo della malavita locale e, di conseguenza, del traffico di droga che gravita attorno a Rosario. Complici anche una debole risposta delle autorità nazionali e provinciali, nonché la presenza di numerosi elementi corrotti tra le forze dell'ordine locali, i Los Monos sono riusciti ad affermarsi come la principale banda narcotrafficante della città. 
In seguito all'assassinio nel maggio 2013 di Claudio Pájaro Cantero, si è scatenata per le strade della città e dell'hinterland una lunga guerra tra le bande di narcotrafficanti che ha fatto registrare in quello stesso anno 271 omicidi nel solo dipartimento di Rosario. In seguito ad una serie di contromisure adottate dalle autorità, come l'arresto di tutti i membri della famiglia Cantero e di numerosi affiliati ai gruppi criminali rosarini, il numero degli omicidi ha iniziato progressivamente a scendere.
A partire dal 2020, complice anche la grave crisi economica che ha duramente colpito il paese (e in particolar modo le fasce più deboli della popolazione) e la debole risposta dello stato, si è registrata nell'area metropolitana rosarina una nuova vertiginosa crescita degli omicidi legati al narcotraffico. Nel 2022 il dipartimento di Rosario ha registrato il più alto numero di omicidi della sua storia, ben 288. In seguito a questi dati il tasso di omicidi della città, che già era il più alto del paese, è salito a 22 ogni 100.000 abitanti, cinque volte sopra la media nazionale.

## Geografia antropica

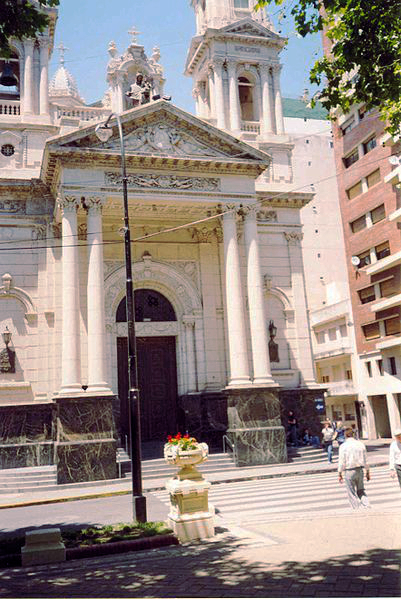
La Cattedrale di Rosario

La città di Rosario è situata sulla sponda destra del fiume Paraná. Il punto di origine della città è rappresentato dalla Plaza 25 de Mayo, intorno alla quale sorgono alcuni fra gli edifici storici più importanti: la sede del Comune (el Palacio de los Leones, la Basílica Catedral de Nuestra Señora del Rosario (sede dell'Arcivescovato di Rosario), il "Palacio de Correos" (Poste centrali), il "Museo de Arte Decorativo" e la Bola de Nieve. Il tracciato delle vie urbane segue il classico schema delle città di origine coloniale: rettifili che si intesecano perpendicolarmente formando quadrilateri (detti cuadras). Solo la zona intorno al porto ha un andamento più irregolare nel tracciato delle strade, dovuto alle particolari caratteristiche del terreno.

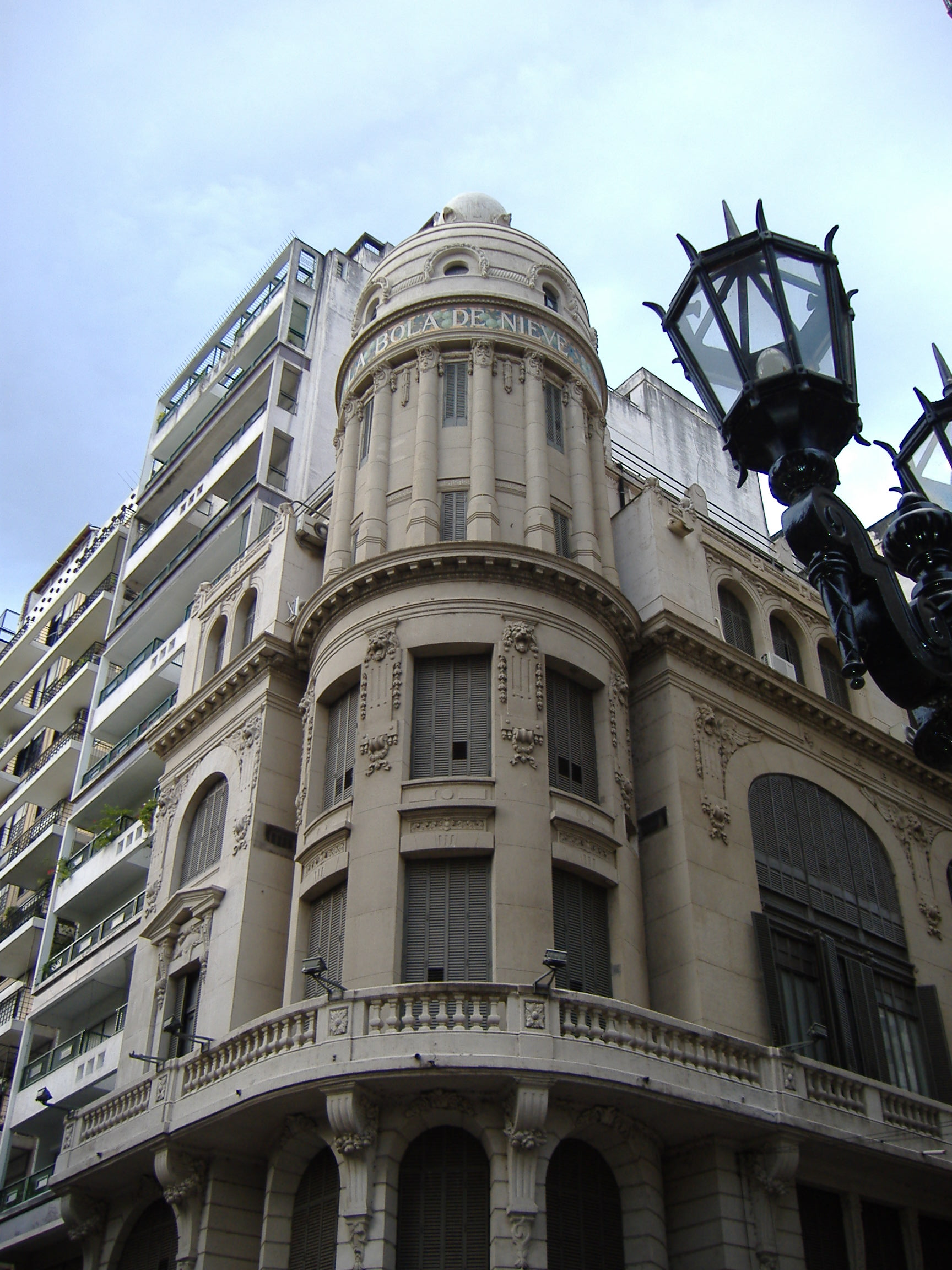
La Bola de Nieve

La struttura urbana è organizzata su due grandi arterie: il "Bulevar" Nicasio Oroño, in direzione nord-sud, e il viale (Avenida) Carlos Pellegrini, in direzione est-ovest. Entrambe delimitano, insieme al fiume, il centro della città. Il carattere delle due grandi arterie è distinto: mentre Oroño conserva uno spirito elegante e signorile con i suoi antichi edifici e ville private, Pellegrini è invece un viale ad intenso traffico, con ristoranti e gelaterie, un'arteria a carattere principalmente commerciale. All'incrocio di queste grandi arterie stradali, ha inizio l'immenso Parque de la Independencia, che copre circa 64 ettari di terreno, il vero polmone verde della città. Nel parco sono situati il Museo Municipale di Belle Arti Juan B. Castagnino, gli impianti sportivi delle squadre Newell's Old Boys, Provincial e Gimnasia y Esgrima di Rosario, l'ippodromo, l'antica sede della Sociedad Rural, ed infine numerose statue monumentali; fra queste, quella dedicata a Giuseppe Garibaldi opera dello scultore italiano Alessandro Biggi, il monumento equestre a Manuel Belgrano, eroe nazionale argentino, e infine quelle dedicate a Ludwig van Beethoven e Josè Hernandez ad opera dello scultore di origine italiana Erminio Blotta.
Nel denominato "Microcentro" (l'equivalente argentino della "Downtown" statunitense), la principale arteria è rappresentata dalla via Córdoba, che è area pedonale permanente per circa sette isolati o Cuadras, ossia 700 metri circa, tra le piazze "25 de Mayo" e "Pringles". Il tratto della calle Córdoba che da Plaza Pringles raggiunge il bulevar Oroño, è anche conosciuto come Paseo del Siglo, poiché qui erano concentrate la residenze delle più ricche e importanti famiglie di Rosario agli inizi del XX secolo. Su calle Cordoba si apre inoltre la plaza San Martin, intorno alla quale sorgono gli edifici che ospitarono il Palazzo di Giustizia - oggi facoltà di Giurisprudenza - e la ex "Jefatura" di Polizia (Comando di Polizia) - oggi sedi di musei, della delegazione del governo provinciale e della "Plaza Civica" -.
La calle Córdoba, a partire dal Bulevar Avellaneda, prende il nome di Evita Perón fino al limite municipale, dove si allaccia con la RN 9 (statale numero 9) che collega la città a Córdoba. Questo era anche l'antico cammino che si percorreva per giungere a Córdoba e alla regione dell'Alto Perù (attuale Bolivia). Da ciò è derivato il nome di "Cordoba" attribuito alla via.

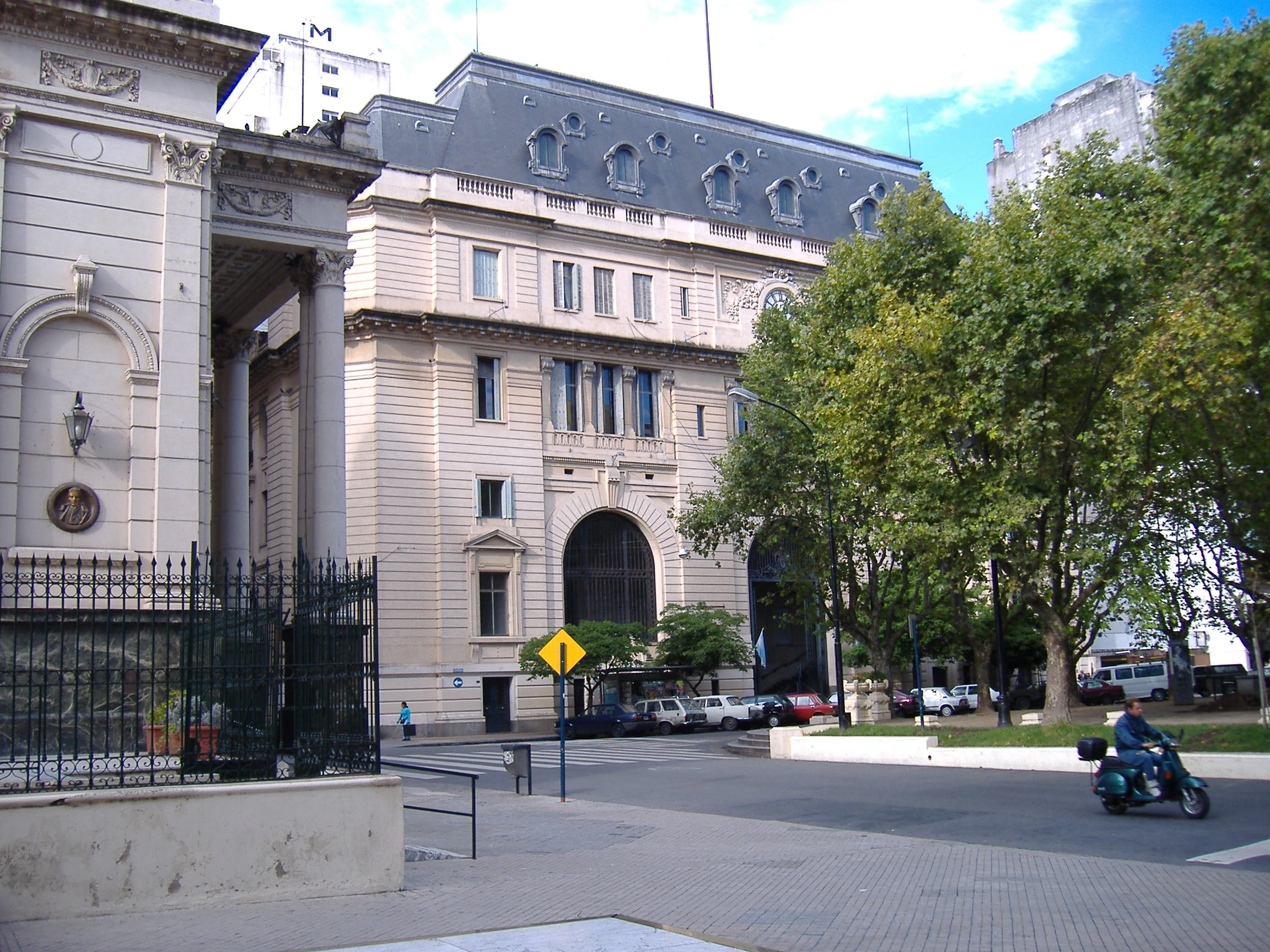
Il Palazzo delle Poste

Dalla Plaza 25 de Mayo, fino alle sponde del fiume, sorge tra la Cattedrale e la sede municipale il Pasaje Juramento, un piccolo raccordo pavimentato che collega la piazza al più importante "Monumento Storico Nazionale alla Bandiera" (il monumento più rappresentativo della città), terminato quest'ultimo nel 1957 per commemorare il luogo dove, nel 1812, si issò per la prima volta la bandiera argentina.
Si trovano inoltre nel centro della città la via pedonale San Martin, la Plaza Montenegro (ex Plaza Pinasco) e la Plaza Sarmiento (ex Santa Rosa). Altre arterie importanti dal punto di vista commerciale sono: Corrientes, San Luis, Santa Fe, dove si trova la gran parte delle filiali di banche.

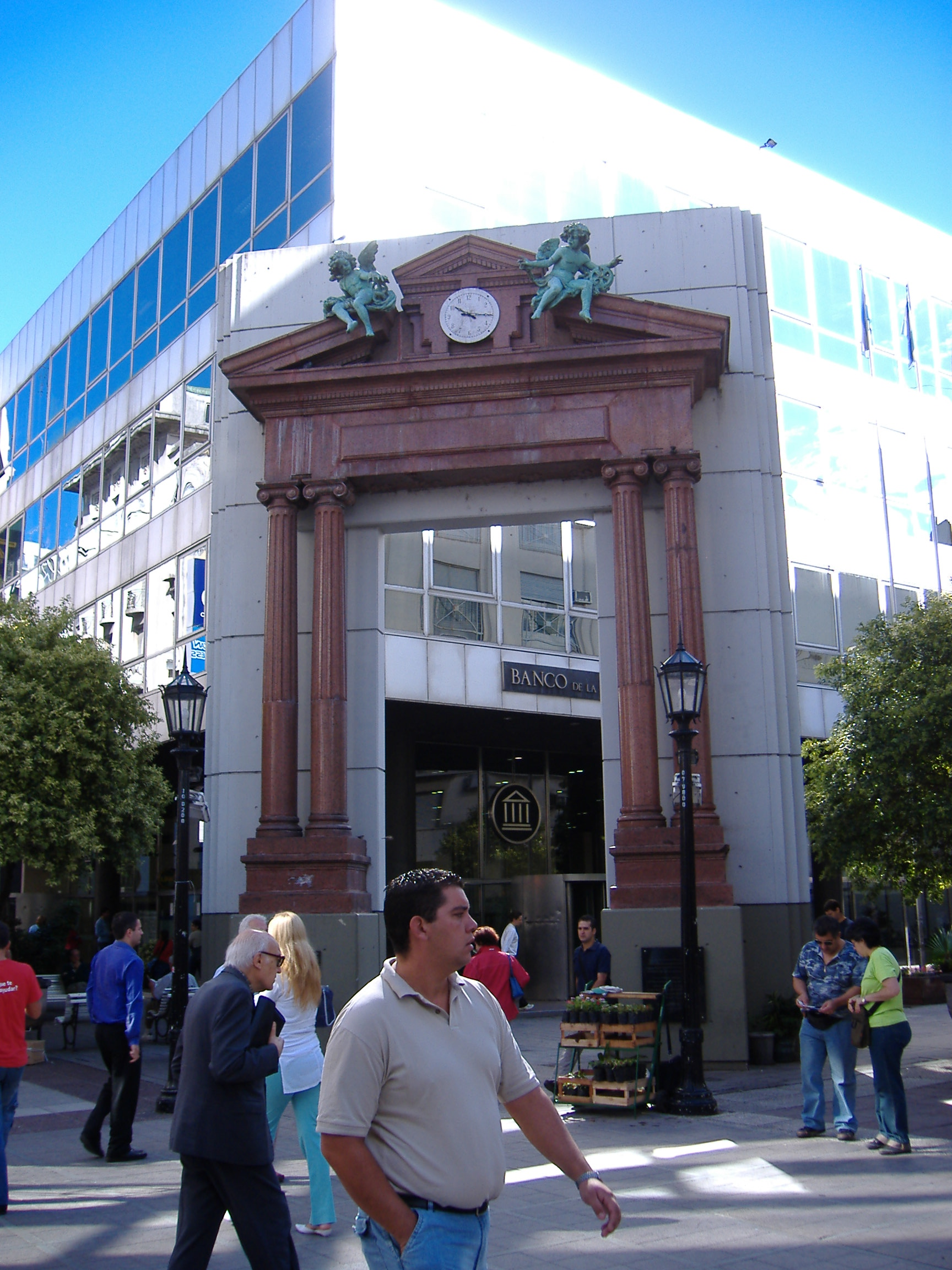
La sede rosarina del Banco de la Nación

Attraverso gli anni, Rosario si è estesa in maniera omnidirezionale. In direzione sud, oltre la calle Pellegrini vi sono i bulevares 27 de Febrero, Seguì e le avenidas Uriburu, Arijon y Battle e Ordoñez. I principali quartieri meridionali sono: La Tablada, Parque Casado, Tiro Suizo, Las Heras, Las Delicias e Las Flores. I principali quartieri occidentali sono: Echesortu, Belgrano, Triangulo, Moderno, Godoy e Fisherton (zona aeroportuale). In direzione nord-ovest si succedono i quartieri Pichincha, Ludueña, Arroyito (qui sorge lo stadio del club di calcio Rosario Central), Empalme Graneros, Alberdi, La Florida e Rucci. Le arterie principali del quadrante nord-ovest sono la avenida Alberdi e la sua continuazione, il bulevar Rondeau.

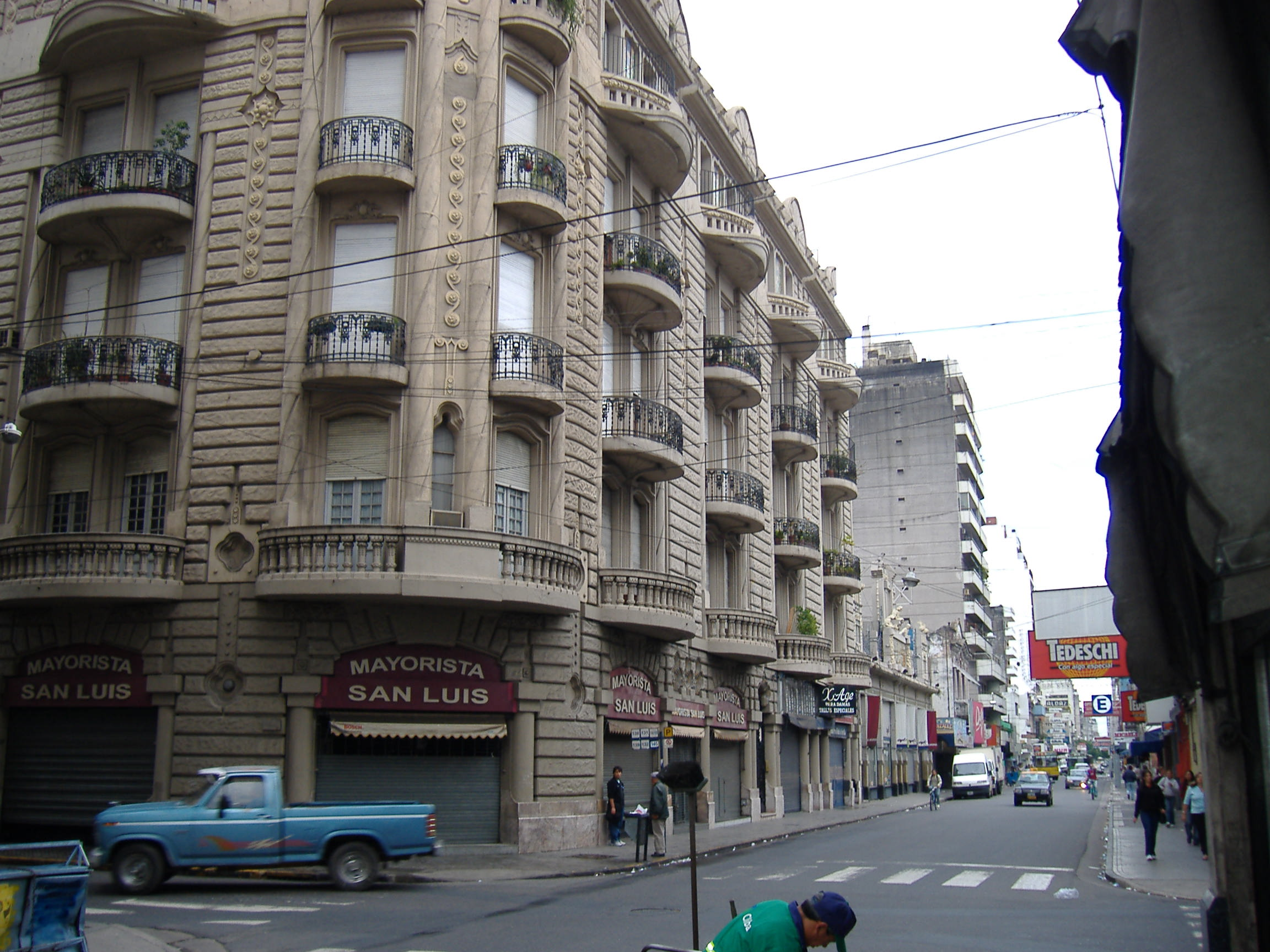
Calle San Luis

### La costa
Un aspetto urbano importante di Rosario è la sua costa, di fronte al fiume Paraná. La città recuperò il suo lungofiume negli anni Novanta, grazie alla riorganizzazione degli spazi portuali e ferroviari che lo occupavano. A partire dal centro, e poi immediatamente a nord del porto, si succedono lungo la costa il "Parque Nacional a la Bandera", il "Parque de España", il "Parque de las Colectividades" ed infine il "Parque Sunchales".
Il più importante è il Parque España, la cui prima pietra fu posta nel 1985 alla presenza dei reali di Spagna, paese quest'ultimo che si incaricò di costruire l'opera in onore alla comunità di spagnoli (soprattutto discendenti dei primi immigrati iberici) residenti nella città argentina. Il complesso fu inaugurato nel 1992 alla presenza della Infanta Crisitina di Borbone, nell'ambito dei festeggiamenti per i 500 anni dalla scoperta dell'America. Nel 2004 è stato una delle sedi del III Congresso Internazionale della lingua spagnola (tenutosi a Rosario dal 17 novembre al 24 novembre dello stesso anno).

## Cultura
Nella città si è sviluppata una intensa attività culturale in tutte le discipline artistiche i cui valori, si affermano a livello nazionale e internazionale. Rosario ha dato alla storia culturale Argentina grandi donne e uomini. Nella musica, la pittura, il pensiero filosofico e politico, la poesia e la narrativa, nel campo della medicina e della legge ha avuto il suo peso.

### Istruzione

#### Biblioteche
- Biblioteca Argentina Dr. Juan Álvarez
- Biblioteca Centrale General José de San Martín
- Biblioteca Municipale Francisco López Merino
- Biblioteca della Legislatura della Provincia

#### Centri culturali
- Centro Culturale Parque de España
- Centro Culturale Roberto Fontanarrosa
- Centro Culturale Puerto de Ideas
- Centro Culturale Parque Alem
- Centro Audiovisivo di Rosario (CAR)
- Centro della Gioventù
- Centro di Studi Latinoamericani Ernesto Che Guevara (CELChe)
- Puerto de la Música
- Spazio Culturale Universitario

#### Musei
- Museo di Belle Arti Juan B. Castagnino’’
- Museo Storico Provinciale Julio Marc
- Museo d'Arte Decorativa Firma y Odilo Estévez
- Centro d'Espressioni Contemporanee CEC
- Museo della Memoria
- Museo d'Arte Contemporanea di Rosario (MACRO)
- Museo del Paraná e delle Isole
- Museo della Città
- Museo della Borsa del Commercio
- Museo d'Arte Sacra Eduardo Barnes
- Museo di Scienze Naturali Dr. Ángel Gallardo
- Spazio d'Arte IMAGO
- Museo del Quotidiano La Capital

### Università
La città ospita l'Università Nazionale di Rosario, fondata nel 1968 e costituita da dodici facoltà.

### Media

#### Stampa
- La Capital, fondato nel 1867, è il più antico quotidiano argentino ancora in circolazione.

#### Radio
Le principali emittenti di Rosario e hinterland sono:
- LRA5 Radio Nacional Rosario
- LT3 Radio Cerealista
- Radio Universidad

#### Televisione
I principali emittenti dell'area rosarina:
- Canal 3
- Canal 5 Rosario

### Teatro
Rosario ospita i seguenti teatri:
- Teatro El Círculo
- Teatro Municipale La Comedia
- Teatro Sala Lavardén
- Teatro Héctor I. Astengo
- Teatro Broadway

## Infrastrutture e trasporti

### Strade
Rosario è un importante snodo stradale ed autostradale del Paese, punto d'incontro tra il principale asse di comunicazione del paese, la strada nazionale 9 che unisce Buenos Aires a Córdoba e alle regioni andine nord-occidentali, e la dorsale centro settentrionale (autostrada Rosario-Santa Fe).
Le autostrade sono collegate fra loro dal sistema della tangenziale cittadina, la Ruta Nacional A008 Avenida de Circunvalación 25 de Mayo, con una lunghezza complessiva di 30 km. Una seconda tangenziale lunga 67 km, la RN A012, unisce San Lorenzo a Pueblo Esther.
Rosario è raggiunta da quattro strade statali (RN 11 Rosario-Clorinda, RN 33 Rosario-Bahía Blanca, RN 34 Rosario-La Quiaca e RN 174 Rosario-Victoria) e da numerose strade provinciali. Molte di esse nelle tratte suburbane assumono caratteristiche di superstrada.

### Ferrovie
A partire dalla seconda metà XIX secolo Rosario, situata al centro delle linee della rete Mitre, divenne uno dei principali snodi ferroviari dell'Argentina. Furono costruite una quindicina di stazioni ferroviarie, scali merci e depositi. Con la nazionalizzazione della rete ferroviaria nazionale nel 1948 la maggior parte delle stazioni che caratterizzavano il paesaggio urbano furono chiuse al trasporto passeggeri. Nel 2016, solo due stazioni ferroviarie, Rosario Nord e Rosario Sud, erano aperte al trasporto passeggeri.
Le politiche di privatizzazione della rete ferroviaria dei primi anni'90 da parte del governo Menem hanno irrimediabilmente compromesso il trasporto ferroviario nell'area di Rosario. La maggior parte del materiale rotabile è stato smantellato e gli impianti, già vetusti e deteriorati, smantellati. Il servizio passeggeri è stato pressoché cancellato, mentre sopravvive il trasporto merci.
Dal 2015 è attiva una corsa giornaliera tra Rosario Nord e Retiro operata dalla compagnia statale Ferrocarriles Argentinos. Dalla stazione di Rosario Nord transitano anche convogli passeggeri, operati sempre dal vettore statale, diretti a Córdoba e a Tucumán.

### Aeroporti
L'aeroporto internazionale di Rosario-Islas Malvinas è situato a 13 km a nord-ovest dal centro cittadino. Ospita voli interni ed internazionali, principalmente per il Brasile e l'Uruguay. È il principale aeroporto della provincia di Santa Fe con oltre 750.000 passeggeri movimentati.

## Amministrazione

### Consolati
A Rosario hanno sede i consolati generali di: Bielorussia, Bolivia, Brasile, Cile, Danimarca, Finlandia, Francia, Italia, Kazakistan, Lituania, Norvegia, Paesi Bassi, Paraguay, Perù, Polonia, Portogallo, Regno Unito, Repubblica Dominicana, Siria, Spagna, Svizzera, Ungheria e Uruguay.

### Gemellaggi
Rosario è gemellata con:
- Pisco, dal 1986
- Imperia, dal 1987
- Alessandria, dal 1988
- Bilbao, dal 1988
- Haifa, dal 1988
- Asunción, dal 1993
- Monterrey, dal 1993
- Il Pireo, dal 1993
- Santiago di Cuba, dal 1993
- Porto Alegre, dal 1994
- Valparaíso, dal 1994
- Shanghai, dal 1997
- Dakar, dal 1998
- Manizales, dal 1998
- Montevideo, dal 1998
- Santa Cruz de la Sierra, dal 1998
- Santo Domingo, dal 1998
- Caracas, dal 2001
- Cuenca, dal 2011
- Al Kuwait, dal 2011
- Medellín, dal 2011
- Torino, dal 2013

## Sport

### Calcio
Rosario è la sede di alcuni importanti club calcistici argentini. I due più famosi e titolati sono il Rosario Central, vincitore di quattro titoli nazionali, di una Coppa CONMEBOL e cinque coppe nazionali, mentre il Newell's Old Boys vanta nella sua bacheca sei titoli nazionali e tre coppe nazionali.
Altri club sono il Tiro Federal, il Central Córdoba de Rosario e l'Argentino de Rosario.

### Rugby
A Rosario ha sede il più antico club di rugby del paese, il Club Atlético del Rosario, vincitore di cinque campionati URBA, oltre a Jockey Club de Rosario e Duendes Rugby Club